# Noah Centineo
Noah Gregory Centineo (Miami, 9 de maio de 1996) é um ator norte-americano. Ele é mais conhecido pelos seus papéis como Jesus Adams na série de televisão The Fosters, Peter Kavinsky em 
Para Todos os Garotos Que Já Amei, Jamey em Sierra Burgess é uma Loser e Brooks Rattigan
em O Date Perfeito.

## Biografia
Nascido em Miami, na Flórida, Centineo é filho de Kellee Janel (nascida Andres) e Gregory Vincent Centineo. Ele cresceu em Boynton Beach, Flórida, e tem uma irmã mais velha chamada Taylor. Sua mãe é instrutora de ioga, seu pai costumava ser pastor e depois se tornou seu empresário. O casal se divorciou quando ele tinha 15 anos. Depois disso, Centineo morou por alguns meses em um quarto de hotel com sua mãe, enquanto sua irmã Taylor morava com seu pai. O ator frequentou BAK Middle School of the Arts no ensino fundamental, e depois a Boca Raton Community High School para a nona e décima série, onde jogou futebol. Em 2012, ele deixou Boca Raton e se mudou para Los Angeles em função de sua carreira como ator. Ele terminou o ensino médio através de estudo independente.
Centineo é de ascendência italiana e alemã.

## Vida pessoal
Centineo tem estado sóbrio desde de seu aniversário de vinte e um anos, sendo este o fim de um período conturbado que iniciou-se aos seus dezessete anos. O próprio define esse período como “uma época realmente sombria de sua vida”.
Em fevereiro de 2020, ele lançou uma organização sem fins lucrativos chamada Favored Nations após dois anos de planejamento. Segundo o ator é “uma nova maneira de ajudar o mundo, para quem se importa” em que “cem por cento das receita com os hoodies, e produtos que você compra no site, vão para uma instituição de caridade que você escolher.”
Em outubro de 2019, Centineo assumiu relacionamento com a modelo Alexis Ren, com quem já relacionava-se há dez meses. Mas terminaram o namoro em abril de 2020.[carece de fontes?]

## Carreira
Centineo iniciou sua carreira aos oito anos de idade como modelo ao assinar com a agência John Robert Powers em West Palm Beach. Em 2009, aos onze anos, ele obteve seu primeiro trabalho como ator interpretando Josh Peters, no filme da família The Gold Retrievers. Já em 2011, ele protagonizou Turkles, uma comédia sobre um grupo de crianças em uma missão para descobrir quem estava roubando ovos de tartarugas marinhas. Em seguida, Centineo teve pequenos papéis nas comédias do Disney Channel Austin & Ally e Shake It Up. Na série Marvin Marvin da Nickelodeon ele interpretou Blaine Hotman no episódio “Double Date”.
Em 2014 o ator co-estrelou como Jaden Stark no filme de comédia romântica How to Build a Better Boy. Nesse mesmo ano, ele foi escalado como Ben Eastman no piloto de comédia do Disney Channel, Growing Up and Down, porém o projeto não foi escolhido para a série. Na mesma época fez pequenas aparcições nas séries Jessie, See Dad Run e Newsreaders. No ano seguinte, ele substituiu Jake T. Austin na série dramática The Fosters produzida pelo canal Freeform assumindo o papel de Jesus Adams Foster. Centineo fez sua primeira aparição na terceira temporada durante o episódio "Lucky", que foi ao ar em 17 de agosto de 2015. Ele foi indicado na edição de verão de 2017 dos Prémios Teen Choice na categoria Estrela de TV do Verão: Masculino por sua atuação na série.
Em 2017, Centineo começou a interpretar o personagem Hawk Carter na série adolescente de drama e thriller T@gged. No mesmo ano retratou Jake Roberts no filme Can't Take It Back, que trata de cyberbullying e fantasmas, e o surfista Johnny Sanders Jr. no filme de comédia romântica SPF-18. Ainda em 2017, ele apareceu como o par romântico de Camila Cabello no vídeo musical de seu single “Havana”. O ator protagonizou dois filmes originais de comédia adolescente da Netflix em 2018. Ele interpretou Peter Kavinsky na adaptação do romance de Jenny Han, To All the Boys I've Loved Before, e Jamey em Sierra Burgess Is a Loser. Centineo também desempenhou o papel principal de Brooks Rattigan no filme da Netflix The Perfect Date, lançado em abril de 2019. Ele interpretou um dos personagens principais no filme Charlie's Angels de 2019 e retornou como Peter Kavinsky em To All the Boys: P.S. I Still Love You dirigido por Michael Fimognari e lançado em 2020.
Centineo também representará o super-herói He-Man em Masters of the Universe, um filme baseado na franquia de mesmo nome, a ser lançado pela Sony Pictures. Como parte da preparação para retratar o personagem, o ator aumentou trinta quilos de massa muscular.
Ele também foi confirmado como "Esmaga-Átomo" no filme Adão Negro, com Dwayne Johnson.

## Filmografia

### Cinema
| Ano  | Título                                 | Papel                          | Notas          |
| ---- | -------------------------------------- | ------------------------------ | -------------- |
| 2009 | The Gold Retrievers                    | Josh Peters                    |                |
| 2011 | Turkles                                | David                          |                |
| 2012 | Wordplay                               | Carter Phillips                | Curta-metragem |
| 2016 | Penguin Flu                            | Brandon Bradley                | Curta-metragem |
| 2017 | SPF-18                                 | Johnny Sanders Jr.             |                |
| 2017 | Can't Take It Back                     | Jake Roberts                   |                |
| 2017 | Swiped                                 | Lance Black                    |                |
| 2018 | To All the Boys I've Loved Before      | Peter Kavinsky                 |                |
| 2018 | Sierra Burgess Is a Loser              | Jamey                          |                |
| 2019 | The Perfect Date                       | Brooks Rattigan                |                |
| 2019 | Charlie's Angels                       | Langston                       |                |
| 2020 | To All the Boys: P.S. I Still Love You | Peter Kavinsky                 |                |
| 2021 | To All the Boys: Always and Forever    | Peter Kavinsky                 |                |
| 2022 | Adão Negro                             | Albert Rothstein/ Esmaga Átomo |                |
| 2022 | The Diary                              | TBA                            | Pós-produção   |

### Televisão
| Ano       | Título                                   | Papel              | Notas                                    |
| --------- | ---------------------------------------- | ------------------ | ---------------------------------------- |
| 2011—2012 | Austin & Ally                            | Dallas             | 3 episódios                              |
| 2013      | Marvin Marvin                            | Blaine Hotman      | Episódio: "Double Date"                  |
| 2013      | Shake It Up                              | Monroe             | Episódio: "Psych It Up"                  |
| 2013      | Ironside                                 | Boy #2             | Episódio: "Minor Infractions"            |
| 2014      | Growing Up and Down                      | Ben Eastman        | Piloto para série de televisão           |
| 2014      | Jessie                                   | Rick Larkin        | Episódio: "Hoedown Showdown"             |
| 2014      | See Dad Run                              | Carson Castle      | Episódio: "See Dad Watch Janie Run Away" |
| 2014      | Newsreaders                              | Josh               | Episódio: "F- Dancing, Are You Decent?"  |
| 2014      | How to Build a Better Boy                | Jaden Stark        | Filme Disney Channel                     |
| 2015—2018 | The Fosters                              | Jesus Adams Foster | Elenco Principal                         |
| 2017—2018 | T@gged                                   | Hawk Carter        | Recorrente, 20 episódios                 |
| 2019      | Good Trouble                             | Jesus Adams Foster | 2 episódios                              |
| 2020      | #KidsTogether: The Nickelodeon Town Hall | Himself            | Especial de televisão                    |
| 2022–2025 | The Recruit                              | Owen Hendricks     | Protagonista / Produtor Executivo        |
|           |                                          |                    |                                          |

### Videoclipes
| Ano  | Música               | Artista(s)                      | Notas          |
| ---- | -------------------- | ------------------------------- | -------------- |
| 2017 | “Havana”             | Camila Cabello feat. Young Thug |                |
| 2019 | “Save Me Tonight”    | Arty                            | Também diretor |
| 2019 | “Are You Bored Yet?” | Wallows feat. Clairo            |                |

## Prêmios e indicações
| Ano  | Premiação                       | Categoria | Trabalho                          | Resultado | Ref.          |
| ---- | ------------------------------- | --- | --------------------------------- | --------- | ------------- |
| 2017 | Prémios Teen Choice             | Choice Summer TV Actor | The Fosters                       | Indicado  | [ 36 ]        |
| 2018 | Prêmio IMDb                     | Top 10 Estrelas em Ascensão (compartilhado com Hannah John-Kamen, Jacob Elordi, Jessica Barden, John Krasinski, Kiernan Shipka, Martha Higareda, Michael B. Jordan, Olivia Cooke e Tessa Thompson) | Ele mesmo                         | Venceu    | [ 37 ]        |
| 2019 | Nickelodeon Kids' Choice Awards | Ator de cinema | To All the Boys I've Loved Before | Venceu    | [ 38 ]        |
| 2019 | Prêmios MTV Movie & TV          | Melhor Beijo | To All the Boys I've Loved Before | Venceu    | [ 39 ] [ 40 ] |
| 2019 | Prêmios MTV Movie & TV          | Artista Revelação | To All the Boys I've Loved Before | Venceu    | [ 41 ]        |
| 2019 | Prémios Teen Choice             | Ator de Filme de Drama | To All the Boys I've Loved Before | Indicado  | [ 42 ] [ 43 ] |
| 2019 | Prémios Teen Choice             | Melhor Parceria (com Lana Condor) | To All the Boys I've Loved Before | Indicado  | [ 42 ] [ 43 ] |
| 2019 | Prémios Teen Choice             | Estrela de Mídias Sociais | Ele mesmo                         | Venceu    | [ 42 ] [ 43 ] |
| 2019 | Prémios Teen Choice             | Ator de Filme de Comédia | The Perfect Date                  | Venceu    | [ 42 ] [ 43 ] |
| 2019 | Prémios Teen Choice             | Parceria (com Laura Marano) | The Perfect Date                  | Indicado  | [ 42 ] [ 43 ] |
| 2019 | People's Choice Awards          | Estrela de Filme de Comédia | The Perfect Date                  | Venceu    | [ 44 ] [ 45 ] |